# Білі хорвати
Білі хорвати (д.-рус. Хорвати Бѣлии, Хорвати) — слов'янське плем'я, згадане в низці середньовічних джерел, яке жило в VI–X століттях на території Східної Європи, найімовірніше в районі південного заходу Польщі, півночі Чехії, України та частково на сході Німеччини. В українській історіографії «білих хорватів» часто ототожнюють із мешканцями Великої Хорватії, також їм відводять місце в етногенезі українців.
Білими хорватами називалося одне зі східнослов'янських племен, яке проживало у східній Галичині на заході нинішньої України і прадавньою батьківщиною  якого була Біла Хорватія. У VII столітті частина білих хорватів мігрувала з Білої Хорватії на територію сучасної Хорватії. Племена, які проживали у Моравії та Словаччині — «чорні хорвати». Теперішні хорвати сучасної Хорватії — це «червоні хорвати». 

## Історичні згадки

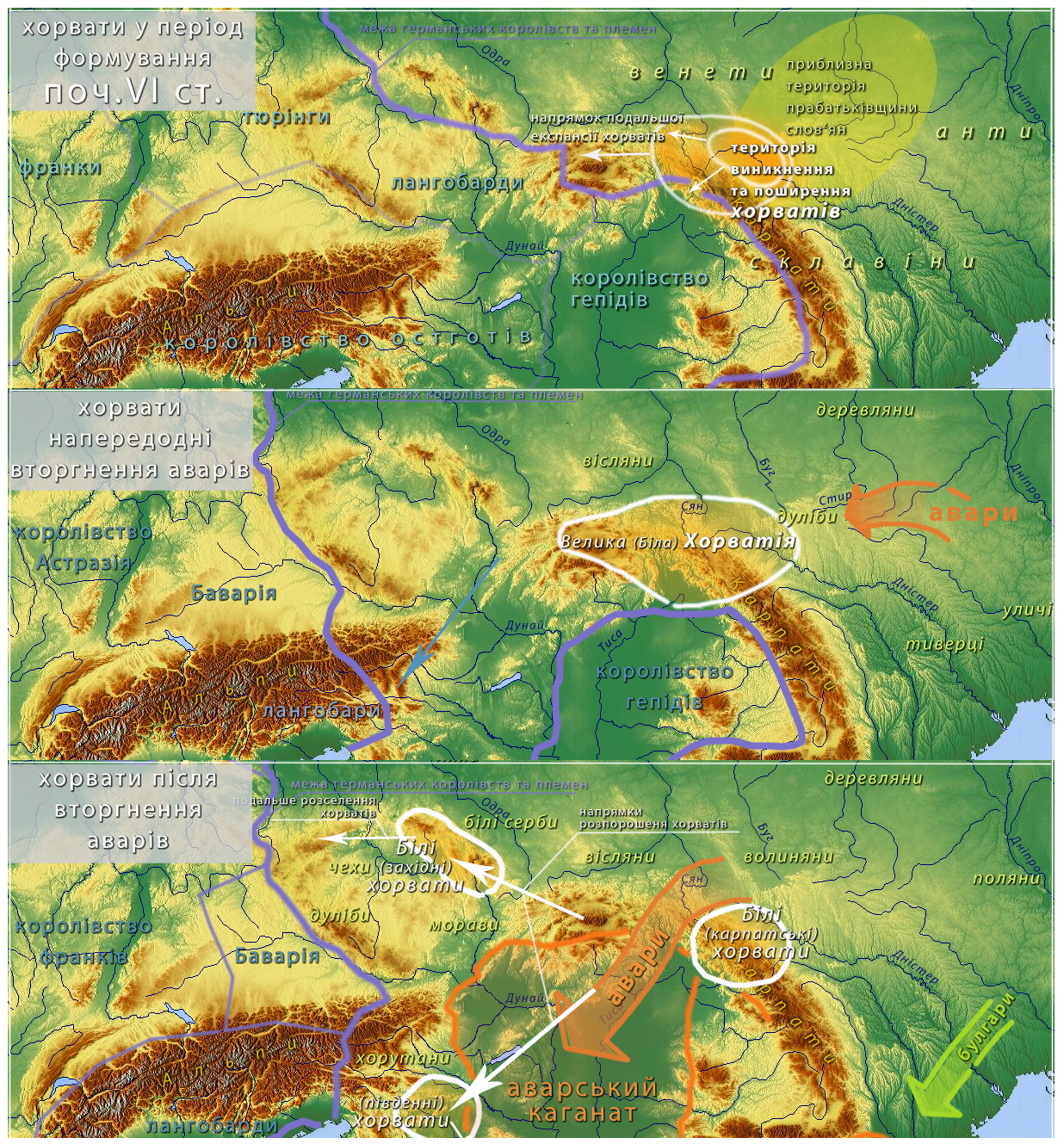
Історична еволюція білих хорватів протягом VI—IX століть (на основі даних кінця ХІХ — поч. ХХ століть)

Вперше назву племені хорватів згадують у зв'язку з містом Танаїс, яке розташовувалось у гирлі річки Дон при впаданні в Азовське море. Історичні хроніки записані грецькою мовою в ІІІ столітті н. е. Хорватів згадують за часів правління правителя Танаїса — Савромата ІІ (175–211). Там згадували достойне ім'я Хорват (Choroathou). Інша згадка про хорватів припадає на правління Рескупоріда (Rescuporides), сина Савромата ІІ — Хорват Сандарсіон (Choroathus Sandarsion), як одного із чотирьох архонтів Танаїса. Якщо не зважати на грецьке закінчення «-os», то в обох записах будемо мати власне хорватське ім'я на старому кайкаючому діалекті (Kaikavian). На кінець XX століття, версія про зв'язок цих назв з історичними хорватами вважається спростованою і трактується як випадковий термінологічний збіг.
У першій половині I тисячоліття хорвати утворили союз племен, після розпаду якого частина з них переселилася на захід та південь. Ключовим джерелом відомостей про білих хорватів є твір Костянтина VII Багрянородного «De Administrando Imperio». Тут їх згадують як мешканців Великої («Білої») нехрещеної Хорватії (їхнє державне утворення). Костянтин VII виводить від них південнослов'янських хорватів, які переселилися на Балканський півострів за правління візантійського імператора Іраклія (610–641 рр.).
У «De Administrando Imperio» також зазначено, що серби, які не прийняли християнства, є білими сербами, і землю, де вони мешкали, звали Бойки. Аналогічно, хорвати, що не прийняли християнства, є Білими хорватами, а етнонім «хорвати» означає «мешканці великої країни».:

| …хорвати, що нині живуть в краях Далмації, походять від нехрещених хорватів, що називалися «білими», які мешкають по той бік Туркії угрів, поблизу Франкії германців, і межують зі слов'янами — нехрещеними сербами… Велика Хорватія, звана «Білою» залишається нехрещеною до цього дня, як і сусідні з нею серби[11]. |
В іншому місці Костянтин Багрянородний детальніше описує розташування країни хорватів «білохорватів», відповідно до нього, вони мешкали коло Баварії та Саксонії та підкорялись на той момент Саксонським володарям:
| …Хорвати ж жили в той час за Багіварією, де з недавнього часу знаходяться білохорвати. Один з родів, відокремився від них, а саме — п'ять братів: Клука, Ловель, Косендціс, Мухлило і Хорват і дві сестри Туга і Вуга — разом зі своїм народом вони прийшли у Далматію і виявили, що цією землею заволоділи авари. Тому кілька років вони воювали один з одним — і перемогли хорвати; одних аварів вони вбили, інших змусили підкоритися. З того часу, ця країна знаходиться під владою хорватів. У Хорватії і по цей день є залишки аварів, яких і вважають аварами. Інші ж хорвати залишилися у Франгії і з недавніх пір називаються білохорватами, тобто "Білими хорватами", мають власного архонта. Вони підвладні Оттону, великому королю Франгії (по-іншому — Саксонії)[11]. |
Білі хорвати були також відомі на Русі. Зокрема, Нестор називає їх серед слов'янських племен:

| По довгих же часах сіли слов'яни по Дунаєві, де є нині Угорська земля і Болгарська. Од тих слов'ян розійшлися вони по Землі і прозвалися іменами своїми,— [од того], де сіли, на котрому місці. Ті, що, прийшовши, сіли по ріці, на ймення Морава, і прозвалися моравами, а другими чехами назвалися. А се — ті самі слов'яни: білі хорвати, серби і хорутани. Коли ж волохи найшли на слов'ян на дунайських, і осіли між них, і чинили їм насильство, то слов'яни ті, прийшовши, сіли на Віслі і прозвалися ляхами. А від тих ляхів [пішли одні, що] прозвалися полянами, другі ляхи [прозвалися] лютичами, інші — мазовшанами, ще інші — поморянами[12] |.
У 907 році карпатських хорватів згадують як руське плем'я, що брало участь у поході Олега на Константинополь

| В лѣто 6415 (907) Іде Ѡлегъ на Грѣкы. Игорѧ ѡставивъ Кыєвѣ̑ . поӕ же множьство Варѧгъ и Словѣнъ и Чюди и Кривичи и Мерю и Полѧны и Сѣверо и Деревлѧны и Радимичи и Хорваты и Дулѣбы и Тиверци ӕже суть толковины. си вси звахутьс̑ Великаӕ Скуфь.[13] |
Остання згадка Нестора про хорватів стосується походу Володимира І Великого у 993 році:

| У рік 6501 [993]. Пішов Володимир на Хорватів. А коли вернувся він із війни хорватської, то тут печеніги прийшли по тій стороні [Дніпра] од Сули. Володимир тоді пішов супроти них і встрів їх на Трубежі коло броду, де нині Переяславль [14] |.

Хорватів згадує також польський історик Вінцент Кадлубек в контексті опису завойовницьких походів князя Болеслава І Хороброго, що очевидно пов'язане із захопленням ним перемишльської землі у 1019–1030 роках.

## Версії походження народу

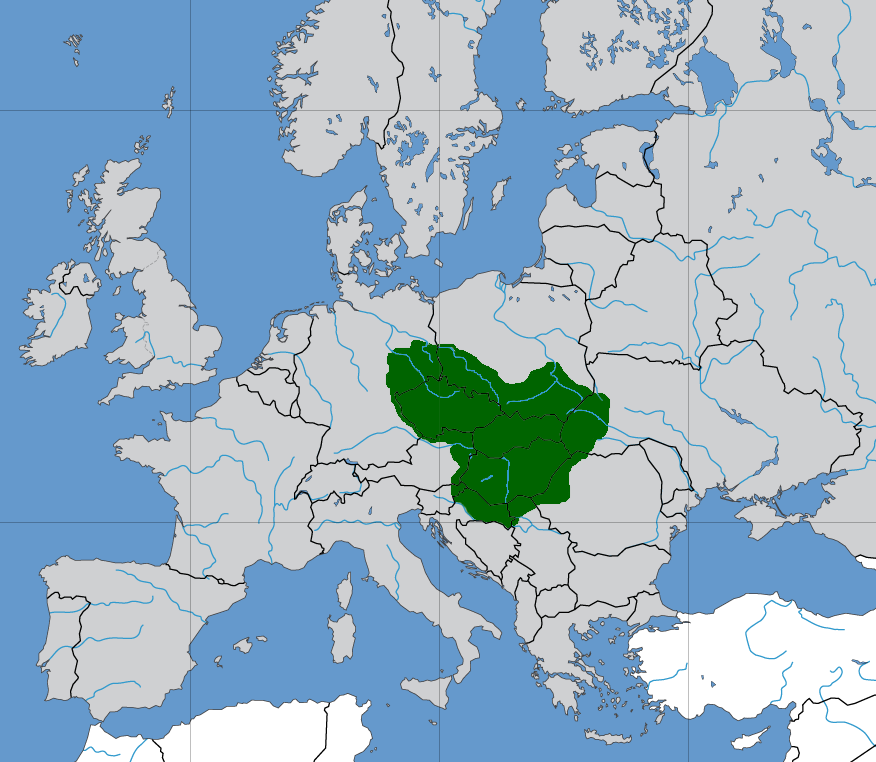
Велика Моравія наприкінці ІХ ст.

У сучасній хорватській історичній науці популярною є «сарматська» версія походження народу.
За різними теоріями, частина білих хорватів склала основу чеського етносу (хорвати у Чехії також називалися «чорними»). Також вважається, що частина хорватів сформували етнічну основу населення сучасних Прикарпаття, Закарпаття і Галичини.
Дослідники вважають, що племена антів, склавінів, венедів та карпів з інтегрувалися в регіоні Верхнього та Середнього Подністров'я та Нижньої і Середньої Вісли, стали відомими як «хорвати» (регіональний комплекс Придністров'я та Попруття празько-корчацької культури, V—VII ст.). Вони усвідомлювали свою єдність з іншими племенами празько-корчацької, пеньківської та суково-дзедзіцької археологічних культур (похідних від пшеворської, зарубинецької та київської культур), але виключно на «суперетнічному» рівні: лише зіткнувшись із Римом, як вважає С. В. Назін, самоозначилися саме як «нероманізовані» (на відміну від кельтів та даків-волохів),— «слов'яни» — «ті, що зрозуміло говорять», аналогічно до «шкиптарет» — «ті, що зрозуміло говорять» (самоназва албанців), «еускалдунак» — «ті, що зрозуміло говорять» (самоназва басків), «квади» — «ті, що (зрозуміло) говорять» (дв.-ісл. kveða «говорити»; ранньогерманські племена, відомі ще як «Свевський союз»).
Алемко Ґлухак твердить, що Біла Хорватія в час найбільшого розквіту охоплювала терени від витоків Південного Бугу до півночі теперішньої Чехії, дністровський басейн в Україні, басейни річок Сяну й Вепра, та верхів'я Вісли в Польщі, північну Словаччину, Закарпаття. Своєю чергою дослідник хорватського етногенезу Стєпан Крізі-Сакач крім Галичини включає в терени Білої Хорватії Чехію, Моравію, Шлезію і Словаччину. Відомий хорватський історик Вєкослав Клаїч ототожнював Білу Хорватію приблизно з територією Королівства Галичини і Володимирії, наголошуючи, що міста Перемишль, Бужеськ, Велинь, Червен, Пліснеськ і Радече — міста білих хорватів. Той самий Клаіч, посилаючись на московські архіви, вказує, що ще в XIX ст. жителі сіл довкола волинського міста Дубно називали себе білими хорватами. М. М. Чуріч, покликаючись на архівні дані, наводить точну цифру тих, хто себе ідентифікував, як білі хорвати — 17228. Що більше, інший хорватський історик Мірко Відовіч твердить, що ще в XIX ст. жителі сіл довкола Володимира Волинського називали себе хорватами. Клаіч твердить, що русини Галичини, Закарпаття, Буковини, а також Волині й Поділля є прямими нащадками білохорватського племені. Покликаючись на візантійського царя Костянтина VII Багрянородного, Клаіч підкріплює своє твердження, ідентифікуючи порфіроґенетових Бойків з бойками в Карпатах, що надає йому можливість точніше встановити місце знаходження Білої Хорватії власне в Галичині. Таким же ж шляхом йде і Домінік Мандіч, визнаючи порфіроґенетових бойків українською етнічною групою. І старіші хорватські історики, як наприклад, Фердо Шішіч ототожнював русинів Галичини з білими хорватами. Цікаво відзначити, що й російські історики, яких видавали в Хорватії, так само ідентифікують русинів Галичини і Волині з білими хорватами. Так Б. Д. Ґрєков твердить, що сучасне українське населення Галичини і Волині не є прихідцями на цій території, але автохтонними нащадками білих хорватів. Що більше, цей автор наголошує на тому, що союзництво білих хорватів і Русі тривало, принаймні, від часів Київського кагана Олега до Володимира, який завоював східну частину Білої Хорватії. З іншого боку, пояснюючи виникнення і відносну стабільність Галицько-Волинської держави, М. Бранд пише, що ще в до руський період ці терени мали сильну традицію державотворення, будучи хребтом Білої Хорватії.
Ймовірно, білі хорвати розчинилися у нових етнічних формаціях, оскільки після Х століття у писемних джерелах згадки про цей народ відсутні. Карпатські хорвати вважаються одними з предків жителів Галичини.
Наприкінці XX ст. н.е на теренах Галичини було виявлено понад 40 городищ, більшість з яких мають площу понад 20 га (найбільші — Стільське городище із площею 250 га і Пліснеське площею на ІХ ст. 300 га), побудованих у VII—X ст. н. е. та співвіднесених із білими хорватами. Частина з городищ проіснували до XIV ст. н. е. Дослідження проводяться Верхньодністрянською археологічною експедицією НАН України.

Про білих хорватів див. також: Бурштиновий шлях. Вплив на цивілізації